# Джон, Уэсли (сентвинсентский футболист)
Уэсли Джон (англ. Wesley John; 4 октября 1976, Кингстаун, Сент-Винсент и Гренадины) — футболист, выступавший за сборную Сент-Винсента и Гренадин. Участник Золотого кубка КОНКАКАФ 1996.

## Биография
Уроженец Кингстауна. До 1996 года выступал за местный клуб «Родокс Юнайтед». В 1996 году Уэсли Джон вошёл в состав сборной Сент-Винсента и Гренадин на Золотой кубок КОНКАКАФ 1996. На турнире он принял участие в одной игре против сборной Гватемалы (0:3). По итогам группового этапа сборная Сент-Винсента не набрала очков и завершила выступление на турнире.
В том же году Уэсли Джон переехал в Португалию, где подписал контракт с клубом третьего дивизиона «Санжуаненсе» и выступал на протяжении четырёх сезонов. В 2000 году перешёл в клуб португальской Сегунды «Леса», в составе которого провёл 16 матчей, а через год подписал контракт с другим клубом Сегунды «Фелгейраш». В дальнейшем сыграл по сезону за команды третьего дивизиона «Лиша» и «Драгойнш Сандиненсеш», а в 2006 году перешёл в «Портусантенсе», с которым провёл два сезона в третьем и ещё четыре сезона в четвёртом дивизионе.
Приблизительно с 2012 и до 2014 года Джон выступал в чемпионате Тринидада и Тобаго, после чего вернулся в Португалию, где выступал за команды четвёртого и пятого дивизионов.